# Saitoella
Saitoella — рід грибів родини Protomycetaceae. Назва вперше опублікована 1987 року.

## Класифікація
Згідно з базою MycoBank до роду Saitoella відносять 2 офіційно визнаних види:
- Saitoella coloradoensis
- Saitoella complicata